# مسجد كامبونج بونوت
مسجد كامبونج بونوت يقع المسجد في منطقة كامبونج بونوت، على بعد حوالي ثمانية كيلومترات من مدينة بندر سري بكاوان عاصمة بروناي.

## البناء
تم بناء مسجد كامبونج بونوت في التاسع عشر من شهر ديسمبر من عام 1991، بني على موقع أرض مساحتها 2 فدان، واكتمل بناء المسجد في شهر أكتوبر من عام 1992، وتم في البناء إنفاق حوالي 2,400,000.00 دولار أمريكي.

## الافتتاح
تم افتتاح المسجد من قبل جلالة بادوكا سيري السلطان الحاج حسن البلقية سلطان بروناي دار السلام، في يوم الجمعة السادس والعشرين نت شهر محرم عام 1414 هـ الموافق السادس عشر من شهر يوليو من عام 1993، المسجد لديه قدرة استيعابية تبلغ حوالي 1,500 مصلي في وقت واحد، ومن بين التسهيلات المتاحة في المسجد وجود قاعة متعددة الأغراض، ومكتب لاكمال اجراءات الجنائز وموقع على شبكة الإنترنت.

## وصلات خارجية
- موقع مسجد كامبونج بونوت على الخريطة